# Дмитрія (зупинний пункт)
Дмитрія — пасажирський зупинний пункт Львівської дирекції Львівської залізниці. Розташований неподалік у селі Дмитре Львівського району Львівської області, проте послугами залізничного транспорту користуються також жителі сіл Лани та Попеляни. Зупинка розміщується між зупинними пунктами Щирець I та Черкаси-Львівські.
За 0,05 км від платформи в напрямку зупинки Черкаси розміщується переїзд, через який проходить дорога до сіл Горбачі та Попеляни.

## Історія
Лінія, на якій розміщена платформа, відкрита у 1873 році як складова залізниці Львів — Стрий.
Зупинний пункт Дмитрія було відкрито 1951 року. Сучасного вигляду платформа набула після 1962 року, коли було електрифіковано лінію Львів — Стрий.